# Фучжу

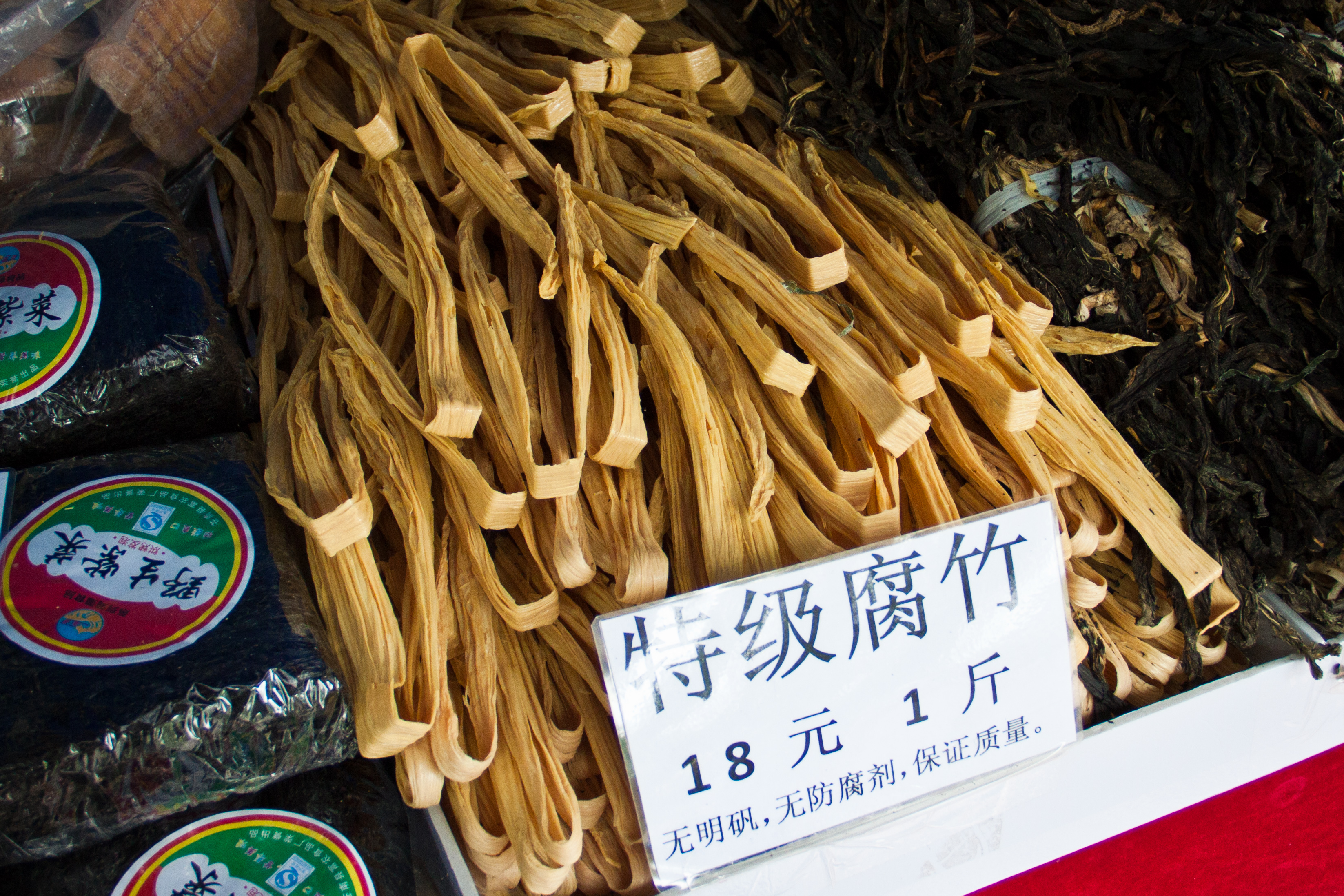
Фучжу

Фучжу (кит. 腐竹 fǔzhú) — высохшая и отвердевшая плёнка, снятая с соевого молока, ингредиент восточноазиатской кухни. Также известна под названием «соевая спаржа», однако к настоящей спарже никакого отношения не имеет. Употребляется как свежей, так и высушенной.

## Производство
После замачивания свежей сои её подвергают дефибринированию, отфильтровывая выжимки соевого творога. Одновременно производится соевое молоко. Потом соевое молоко подвергается кипячению. На поверхности образуется твёрдая прослойка с высоким содержанием жира. Эта прослойка  называется фупи. Специальное оборудование снимает и подвешивает эту плёнку. 

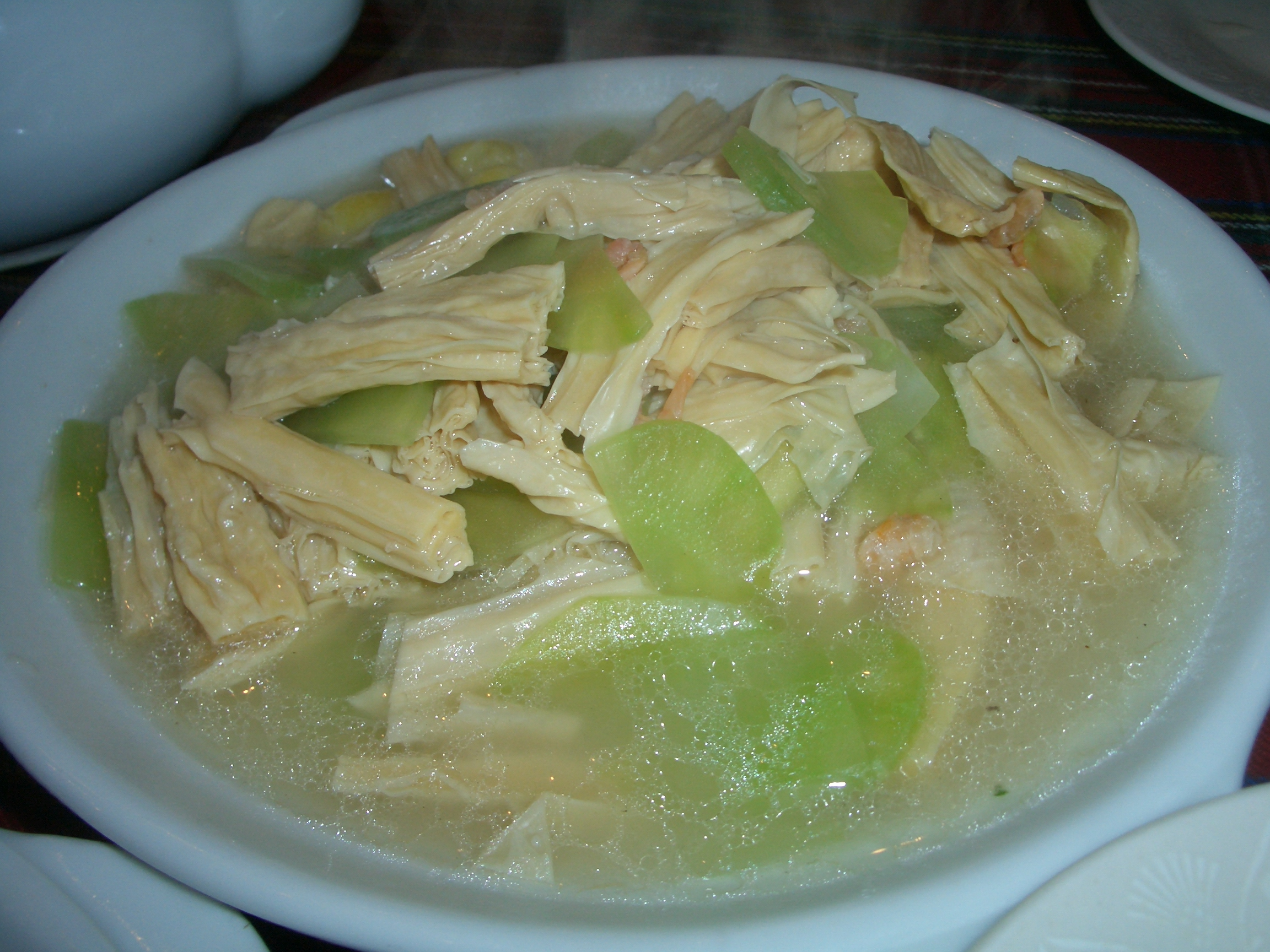
Блюдо с фучжу

Снятую прослойку можно сразу же употреблять в пищу или засушить. Подвешенная фупи приобретает вытянутую сморщенную форму. Затем плёнка сушится в горизонтальном положении.
Палочки из фупи и называются фучжу.

## Употребление
В Китае фупи обычно засушивают, потом используют в приготовлении пищи. В Японии предпочитают употреблять в свежем виде. Сырую фупи можно употреблять как в качестве закуски, так и есть, обмакивая в соевый соус.